# برندان رايت
برندان رايت (بالإنجليزية: Brandan Wright)‏ مواليد 5 أكتوبر 1987 في ناشفيل، هو لاعب كرة سلة أمريكي بدأ مسيرته الاحترافية في سنة 2007 حيث تم اختياره من قبل فريق شارلوت هورنتس خلال الدرافت، يلعب مع فريق ميمفيس غريزليس في الرابطة الوطنية لكرة السلة كلاعب وسط ويحمل الرقم 34. يبلغ طوله 6 قدم 10 بوصة (2.1 م).

## فرق لعب لها
- غولدن ستايت ووريورز
- بروكلين نتس
- دالاس مافيريكس
- بوسطن سيلتكس
- فينيكس صنز
- ميمفيس غريزليس

## إحصائيات المسيرة

### الموسم الاعتيادي
| السنة   | الفريق              | لعب | بدأ | دقيقة | ميداني% | ثلاثية | حرة  | ارتداد | صنع | استلاب | تصدي | نقطة |
| ------- | ------------------- | --- | --- | ----- | ------- | ------ | ---- | ------ | --- | ------ | ---- | ---- |
| 2007–08 | غولدن ستايت ووريورز | 38  | 6   | 9.9   | .554    | .000   | .675 | 2.6    | .2  | .2     | .6   | 4.0  |
| 2008–09 | غولدن ستايت ووريورز | 39  | 23  | 17.6  | .528    | .000   | .741 | 4.0    | .5  | .6     | .9   | 8.3  |
| 2010–11 | غولدن ستايت ووريورز | 21  | 1   | 9.3   | .603    | .000   | .500 | 2.0    | .2  | .1     | .5   | 4.0  |
| 2010–11 | بروكلين نتس         | 16  | 1   | 11.5  | .407    | .000   | .824 | 3.0    | .4  | .5     | .4   | 3.6  |
| 2011–12 | دالاس مافيريكس      | 49  | 0   | 16.1  | .618    | .000   | .634 | 3.6    | .3  | .4     | 1.3  | 6.9  |
| 2012–13 | دالاس مافيريكس      | 64  | 16  | 18.0  | .597    | .000   | .615 | 4.1    | .6  | .4     | 1.2  | 8.5  |
| 2013–14 | دالاس مافيريكس      | 58  | 0   | 18.6  | .677    | .000   | .726 | 4.2    | .5  | .6     | .9   | 9.1  |
| 2014–15 | دالاس مافيريكس      | 27  | 0   | 18.7  | .748    | .000   | .750 | 4.1    | .4  | .6     | 1.6  | 8.8  |
| 2014–15 | بوسطن سيلتكس        | 8   | 0   | 10.8  | .571    | .000   | .500 | 2.1    | 1.0 | .1     | .6   | 3.3  |
| 2014–15 | فينيكس صنز          | 40  | 7   | 21.5  | .580    | .000   | .667 | 4.9    | .6  | .8     | 1.2  | 7.0  |
| المسيرة | المسيرة             | 360 | 54  | 16.4  | .606    | .000   | .683 | 3.7    | .5  | .5     | 1.0  | 7.1  |

### التصفيات
| السنة   | الفريق         | لعب | بدأ | دقيقة | ميداني% | ثلاثية | حرة  | ارتداد | صنع | استلاب | تصدي | نقطة |
| ------- | -------------- | --- | --- | ----- | ------- | ------ | ---- | ------ | --- | ------ | ---- | ---- |
| 2012    | دالاس مافيريكس | 4   | 0   | 6.8   | .400    | .000   | .500 | 1.3    | 0.0 | 0.3    | 0.3  | 1.3  |
| 2014    | دالاس مافيريكس | 6   | 0   | 15.0  | .833    | .000   | .500 | 2.0    | 1.3 | 0.3    | 1.0  | 5.5  |
| المسيرة | المسيرة        | 10  | 0   | 11.7  | 0.739   | .000   | .500 | 1.7    | 0.8 | 0.3    | 0.7  | 3.8  |

## روابط خارجية
- برندان رايت على موقع إن بي أي (الإنجليزية)
- برندان رايت على موقع سبورتس رفرنس (الإنجليزية)
- برندان رايت على موقع كرة السلة الأوروبية.كوم (الإنجليزية)
- برندان رايت على موقع إي إس بي إن.كوم (الإنجليزية)
- برندان رايت على موقع كلية كرة السلة في سبورتس رفرنس.كوم (الإنجليزية)
- برندان رايت على موقع ريلجم (الإنجليزية)
- برندان رايت على موقع بروبوليرز (الإنجليزية)